# N-124
La  N-124  es una carretera nacional española que une Gimileo (La Rioja) con Armiñón (Álava). Su tramo riojano forma parte de la Red de Carreteras del Estado, mientras que el tramo alavés depende de la Diputación Foral.

## Recorrido
La  N-124  inicia su recorrido junto a Gimileo en el enlace con la  N-232  que une Logroño y Santander. Se dirige hacia el norte discurriendo junto a las poblaciones riojanas de Haro y Briñas. En Briñas enlaza con la  A-124 , que se dirige a Labastida y Laguardia. Continúa adentrándose en Álava y pasando por Zambrana. Finaliza su recorrido en el enlace 325 de la  A-1  (Madrid-Irún) en Armiñón, cerca de Miranda de Ebro.
El tramo entre Zambrana y la  A-1  se encuentra desdoblado en su totalidad desde 2024, por lo que tiene características de autovía. Desde Zambrana hasta Gimileo es una carretera convencional, si bien dispone de enlaces a distinto nivel en varios puntos.

## Historia
La  N-124  y la  A-124  conforman el que era el trazado original de la  N-232  entre Logroño y Armiñón, donde se unía a la  N-I  hasta Vitoria. Por otro lado, de Briñas partía el ramal que se dirigía hacia Santander siguiendo la actual  N-124  hasta Haro, donde continuaba hasta Casalarreina por la  LR-111  para después seguir el itinerario actual hacia Pancorbo. El tramo Haro-Gimileo se correspondía entonces con la carretera comarcal  C-122  (Logroño-Haro-Miranda-Puentelarrá).

## Tramos desdoblados (Armiñón-Zambrana)
| Denominación | Tramo                | Año servicio | km  |
| ------------ | -------------------- | ------------ | --- |
| N-124        | Acceso a la A-1      | 2009         | 1,3 |
| N-124        | Armiñón - Río Ayuda  | 2024         | 2,6 |
| N-124        | Río Ayuda - Zambrana | 2019         | 1,8 |